# Didier Bay
 (mai 2014).
Si vous disposez d'ouvrages ou d'articles de référence ou si vous connaissez des sites web de qualité traitant du thème abordé ici, merci de compléter l'article en donnant les références utiles à sa vérifiabilité et en les liant à la section « Notes et références ».
Didier Bay né le 21 juin 1944 à Beauchamp (Seine-et-Oise) est un artiste contemporain et photographe français.

## Biographie
Né à Beauchamp en 1944, Didier Bay passe sa petite enfance avec sa sœur aînée Claire à La Celle-Saint-Cloud. Il arpente le bassin sédimentaire parisien au climat tempéré dès 1951, et les séries de photos produites à cette époque l'amènent à devenir un artiste sériel.
Fils d'André Bay, écrivain et directeur littéraire des éditions Stock, Didier Bay ne pratiquera que la version boulistique de la littérature[C'est-à-dire ?] (à la fin des années 1950) lors de parties de pétanque du dimanche matin aux arènes de Lutèce, autour de Jean Paulhan (habitant en face du square des Arènes) qui regroupait là, éditeurs, écrivains et critiques littéraires (dont les fidèles Jérôme Lindon, Maurice Toesca et le passager Claude Simon) où il se retrouvait souvent en premier pointeur face à l'adversaire Jean Paulhan.
En 1958, une renaissance culturelle personnelle s'amorce, amenée par son parrain Mario Prassinos ainsi que par Maurice-Elie Sarthou[précision nécessaire]. Il s'initie au développement et tirage photographique grâce à Gian Berto Vanni (peintre et photographe italien) qui séjournait alors dans l'appartement familial. Il épouse une Américaine nommée Franny, avec qui il a un fils, Ruggero Vanni.
Un voisinage en Touraine en 1959 l'amène à fréquenter Max Ernst et Dorothea Tanning, valorisant d'autant le domaine méconnu des arts via les anecdotes que Max Ernst raconte volontiers.
En 1963, il se forme à l’école fondée par Guillaume Met de Penninghen et Jacques d'Andon, rue du Dragon, aux domaines jusqu'ici ignorés de l'éducation du regard, de la main, et la mise en scène de l'imaginaire. Il entre alors à l’École nationale supérieure des arts décoratifs, mais dit s'être développé principalement en autodidacte pendant cette période de quatre ans.
Sa mère Odette, se suicide en 1964 par dépit amoureux. Il est alors seul rue de la Clef (son père épouse Marie-Pierre Castelnau, sa sœur fréquente le Moyen-Orient) et continue ses études à l'ENSAD.
En 1966, il rencontre à Paris Édith Giera. Didier Bay effectue l’été un voyage initiatique de onze mille kilomètres en 2CV, qui le mène au Népal, avec Patrick Poirier, alors son voisin de palier rue de la Clef, peintre, étudiant et fonctionnaire à l'ENSAD, et Jacques Sagot, peintre graphiste étudiant à l'ENSAD.
Professeur à l'école des Beaux-Arts d'Alger (ENABA) de 1967 à 1968, avec deux autres coopérants, ils fondent un cabinet d'architecture intérieure pour agencement de bureaux, boutiques à Alger et complexe d'accueil et hébergement à Hassi Messaoud avec créations de meubles fabriqués sur place.
En 1969, de retour à Paris, il coopère avec des architectes notamment sur des projets personnels à Korba (Tunisie) et Cargèse (Corse) pour le Club Méditerranée où il est introduit par Gian Berto Vanni.
Son fils Éloi Giera-Bay, nait en 1973. Il effectue cette année-là sa première exposition à Liège chez Yellow Now (Guy Yungblut) qui édite le livre Mon quartier en 1977.
En 1976 naît son fils Glenn Giera-Bay. Pour faire profiter ses fils de l'expérience pilote de la crèche de l'Université de Vincennes[Quoi ?], il s'y inscrit et passe sa licence, maîtrise et DEA d'Arts Plastiques.
De 1979 à 1982, il vit à Berlin à la suite d'une Bourse Artist in Residence du DAAD (1979) soutenu par Christos Joakimides. Il participe au projet de rénovation de l'immeuble ancien du 16 Mariannenplatz où il habite un appartement (destiné à la destruction par un promoteur) avec le parrainage du Bausénat de Berlin au moment où de nombreux immeubles étaient occupés. Il revient à Paris en 1982 mais Edith Giera le quittera l'année suivante pour l'Allemagne avec Eloi et Glenn.
Lauréat de la bourse Villa Médicis hors les murs (choix de Pierre Alechinsky) en 1985, il séjourne en Égypte qu'il traverse seul du Nord au Sud. Il fait de même en 1986 d'Est à Ouest aux États-Unis avec Linette Gasquet, puis séjourne avec elle pendant cinq ans en Angleterre.
Boursier de l'Akademie Schloss Solitude (Stuttgart) en 1992 parrainé par Jean-Hubert Martin, il séjourne de 1993 à 1997 au Luxembourg avec Linette Gasquet et y rencontre Enrico Lunghi, directeur du Casino Luxembourg dès 1995, puis du MUDAM et Catherine Gaeng, sa compagne, qui deviendront des amis.
En 1998, à l'occasion de sa participation à l'exposition du Printemps de Cahors, le commissaire de l'exposition Jérôme Sans l'invite à faire des interventions itinérantes dans différents établissements scolaires de la région.
Il épouse Linette Gasquet en 1999.
Avec le décès de son père en 2013, il se relance dans la gestion d'archives, cette fois intergénérationnelles[Quoi ?].

## Principales expositions
- 1973 - Galerie Yellow Now, Liège, (Mon quartier photos et textes 10 albums A4, 1969/71).
- 1974 - Galerie Bama, Paris (Les intérieurs 10 albums A4, 1972/74) - Narrative Art : Galerie John Gibson-New-York - Spurensicherung : Kunstverein Hamburg - Städtische Galerie im Lenbachhaus-München - Narrative : Palais des Beaux-arts, Bruxelles.
- 1975 - Diagramma (Luciano Inga-Pin)-Milan, (Traces au Verso, Vocabulaire pseudo-urbain, L'abri rural, Signalisation rurale) - Documents de l'absence (la photographie comme médium) : Maison de la culture de Rennes, Galleria Arte Verso, Gênes ; ICC-Anvers, New Media : Musée d'Art contemporain, Malmö, (Mon quartier).
- 1976 - Photo as Art. Art as photo: Londres.
- 1977 - Galerie Bama, Paris (Bay, Breakwell, Fridfinnsson, Gerz, Gette) ; Biennale de Paris-ARC (F), (D.Bay 1875/D.Bay 1975 + documents divers).
- 1978 - Palais des Beaux-arts Bruxelles : Livres d'Artistes (Mon quartier, vidéo Esquisse séquentielle d'une identité) - Galerie Gugu Ernesto, (Bay, Breloh, Koll), Cologne - Galerie Nachts St.Stephan, Vienne ; Galerie Im Taxispalais-Innsbruck.
- 1979 - Vitrine pour l'art actuel, Paris ; Daad, Berlin, mai 79, Künstlerhaus Bethanien (Un si beau jour photos et textes + Vidéo n/b 30 min) - Tendances de l'Art en France 1968/78, Partis pris autres 3 : ARC-Paris ; Story-Art : Bonn ; Heidelberg-Krefeld - Walks-Travel : Maastricht (Itinéraires 1974/76) - Eremit? Forscher? Sozialarbeiter ? : Hamburg Kunstverein.
- 1980 - Vidéo Arsenal, Berlin - Fashion Moda, New-York, (So is Love 1980) - PS1-New-York, (So ist das Liebe 1980).
- 1981 - Galerie Gianozo, Berlin (So ist das Liebe. C'est l'amour. So is love photos et textes Berlin. Paris. N-Y + petit livre) - Art-Politic : Bonn - Photo, no photo : Kunstverein-Mannheim - Autoportraits : centre Pompidou-Paris - Absage an das Einzelbild : Essen.
- 1982 - Biennale de Sydney, (C'est l'amour. So ist das Liebe. So is love 1980/81) - Ausländische Küslusländische Künstler : Berlinische Galerie, Berlin (L'année de l'enfant vue de ma fenêtre 1979) - Vidéo Infermental 1, Berlin - Du livre : Rouen.
- 1983 - Morguen, Anvers - Ofaj, Bonn.
- 1984 - Galerie J & J Donguy, Paris - Échanges : Goethe Institut, Paris, (La pyramide 1984 + Échanges).
- 1985 - Paysages : Musée municipal de La Roche-sur-Yon - Bi-millénaire : Autun (travaux in situ) - Sol/Mur : Musée du Havre (vidéo : Le mur Berlin) - Vidéo Congress : Cologne.
- 1986 - Morguen, Anvers.
- 1987 - Video Congress-Köln.
- 1988 - FRAC, Dijon.
- 1989 - Infermental 9, Herz von Europa : Vienne, Februar (Holidays in Europe 7 min 30 s, vidéo couleur) - CAC-Les Halles d'Avranches, (1789 -1989. Droits et allégories. Vu à la TV.1989).
- 1990 - Espace des Arts, Colomiers (Muses 6 travaux photos et textes) - Biennale du film d'art : Centre Pompidou, Paris, (Portraits : auto-identifications 1978) - Musée municipal-La Roche-sur-Yon, (C'est l'amour).
- 1991 - Galerie Langer-Fain, Paris.
- 1992 - Force Sight-B, Schloss Presteneck (La vierge à l'enfant photos, textes et vidéo) - Akademie Schloss Solitude, Stuttgart (Odalisque de Billard photos, textes et vidé) - Le quartier : CAC Quimper (C'est l'amour 1981).
- 1993 - Akademie Schloss Solitude, Stuttgart, 1993, (Muses & Musées 1993, photos, textes et trois vidéos) - Galerie Brigitte March-Stuttgart - Museum fur Neue Kunst-Freiburg. (Muses in situ) - Institut Français-Freiburg - Institut Français-Köln, (Muses dans appartement).
- 1994 - Kunstverein-Aalen, (Wet Dreams) - Biennale du film d'art- Centre Pompidou, Paris (Au bout de la nuit vidéo 3 min).
- 1995 - Akademie Schloss Solitude, Stuttgart, (Intérieurs 1993/94 vidéo).
- 1996 - Heart Galerie, Paris.
- 1997 - Casino Luxembourg (Sédiments 1969-1997 expo rétrospective de photos, textes et vidéos).
- 1998 - Printemps de Cahors, 29 mai 1998, vidéo (Wet Dreams + série sur les intérieurs de motels US).
- 2001 - Casino Luxembourg Confidences, Remanences 2001, triptyque, installation vidéo de cinq pièces).
- 2002 - What about Hegel (and you) ? : Brigitte March Galerie-Stuttgart (A4 photo et texte) - Sans commune mesure : Musée d'Art moderne de Lille-Villeneuve d'Ascq.
- 2008 - Fétichisme et consommation : Akademie Schloss Solitude, Stuttgart, mai/juin 2008, (F&C).

## Livres d'artiste

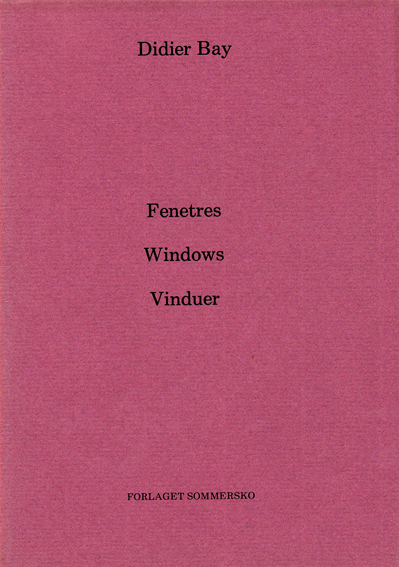
Fenêtres, 1974
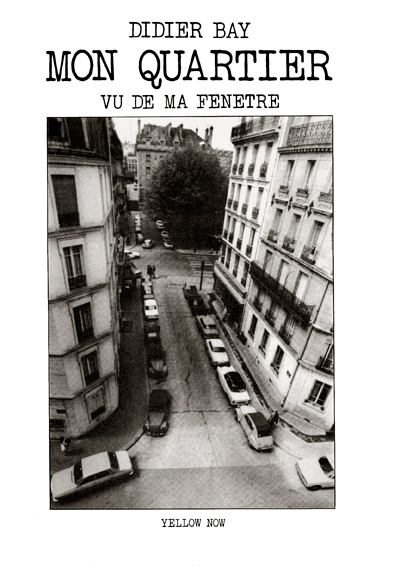
Mon Quartier, 1977
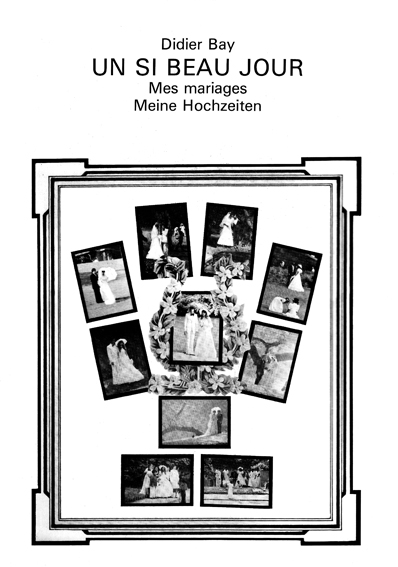
Un si beau jour, 1979
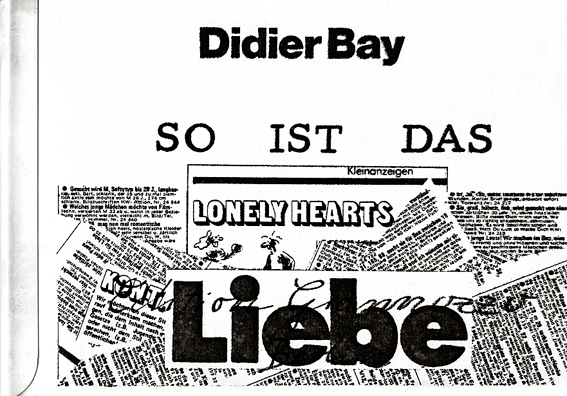
So Ist Das Liebe, 1981
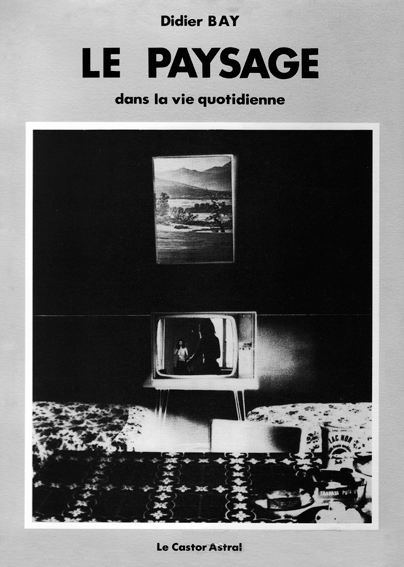
Le Paysage, 1985
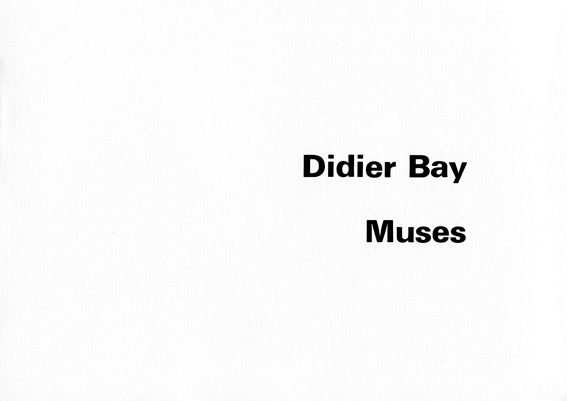
Muses, 1990-91
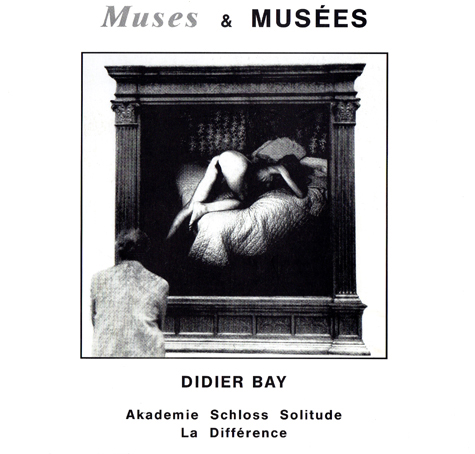
Muses & Musées, 1993
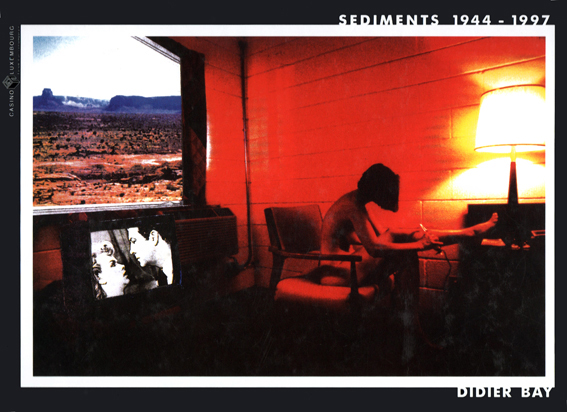
Sédiments, 1997
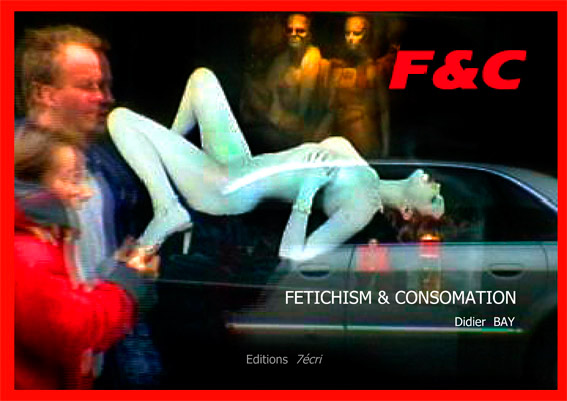
F&C, 2008
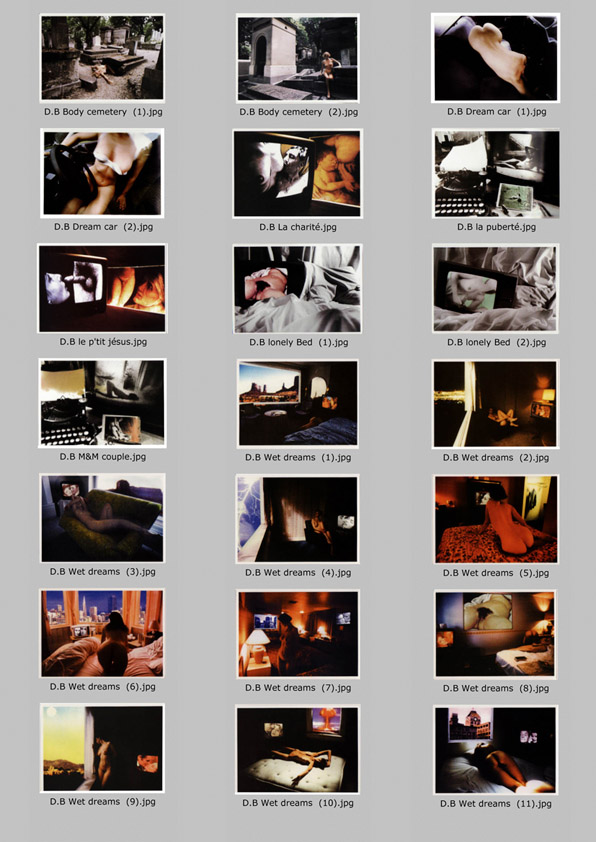
cartes postales